# Del mio meglio
Del mio meglio è una raccolta della cantante italiana Mina, pubblicata nel 1971 dalla PDU con distribuzione EMI Italiana.

## La serie
Primo volume di una serie di raccolte con lo stesso titolo, che si concluderà nel 1987 con la pubblicazione di Del mio meglio n. 9. Tutti i dischi, inizialmente su vinile a 33 giri, sono stati ristampati successivamente anche su CD e nel 2001 rimasterizzati su quest'ultimo supporto.

## Descrizione
La copertina dell'album, realizzata dai grafici Luciano Tallarini e Gianni Ronco, con quattro lati pieghevoli apribili a croce greca è una novità assoluta che diventerà una caratteristica distintiva degli LP di tutta la serie. Un lembo è la copertina ufficiale, gli altri 3 riportano foto di costumi d'epoca scattate da Roberto Bertolini durante la registrazione di un Carosello Barilla. Un ulteriore cartoncino, separato dal resto, ritrae la figura intera di Mina in un altro scatto, questa volta in abiti moderni. Posizionando il cartoncino dietro uno dei 3 lembi, con un gioco di sovrapposizioni, si può vedere la cantante indossare il costume dell'epoca riprodotto in ciascuna fotografia.
L'immagine del cartoncino sarà utilizzata per la raccolta Mina, pubblicata nel 1975 sul mercato francese (Pathé/PDU C066 14214).
Arriva al 2º posto della graduatoria degli album di maggior successo nel 1971, ricercatissimo, ad oggi conta oltre un milione di copie vendute.
Durante il 1971 è stato commercializzato in Spagna dalla Odeon (J 062-92.976).
Originariamente distribuito anche su audiocassetta (PDU PMA 535) e Stereo8 (PDU P8A 30035), è stato ristampato in formato LP nel 1981 e nel 1982 con lo stesso numero di catalogo. Poi su CD (PDU CDP 7461762) e rimasterizzato nel 2001 (PDU 5365612).
Nel 1997 i brani di questa antologia e della successiva, Del mio meglio n. 2, saranno riuniti nella raccolta Minantologia.
Dal 2012 tutte le raccolte NON fanno più parte della discografia ufficiale Archiviato il 14 gennaio 2020 in Internet Archive..

## I brani
(Dalla nota di presentazione del disco non firmata, sul retro di copertina.)
Sul disco sono presenti 3 tracce inedite, registrate dal vivo nel 1970 durante lo spettacolo "Cabaret" presso l'Auditorio Massimo della Radio Svizzera Italiana:
Io vivrò (senza te), Vedrai vedrai e Yesterday.
Ancora live, ma estratte dall'album Mina alla Bussola dal vivo (1968), Se stasera sono qui e La voce del silenzio.
La raccolta contiene inoltre l'allora più recente hit della cantante: Io e te da soli (novembre 1970), secondo fortunato episodio della collaborazione con Lucio Battisti, preceduto da Insieme (maggio 1970), anch'esso incluso nell'antologia e seguito da Amor mio, che sarà pubblicato nell'estate del 1971.
- Io vivrò (senza te)

Dal vivo è stato eseguito nel concerto Dalla Bussola del 1972, mai registrato in studio.
- Se stasera sono qui

L'edizione da studio, mai incisa su singolo, è presente negli album Le più belle canzoni italiane interpretate da Mina (1968), I discorsi (1969) e nell'introvabile raccolta Stasera...Mina del 1969, pubblicata solo su audiocassetta e Stereo8.
- Yesterday

Solo nel 1993 Mina si cimenterà in studio con questo classico della musica mondiale, per l'album Mina canta i Beatles.

## Tracce
Lato A
1. Io vivrò senza te – 4:05 (testo: Mogol – musica: Lucio Battisti) – Live RSI
2. Se stasera sono qui ([4]) – 3:59 – da Mina alla Bussola dal vivo, 1968
3. Vedrai, vedrai – 4:45 (Luigi Tenco) – Live RSI
4. Yesterday – 3:15 (John Lennon, Paul McCartney) – Live RSI
5. La voce del silenzio – 3:28 (edizioni musicali A.C.E. / Picchio Rosso) – da Mina alla Bussola dal vivo, 1968
6. Io e te da soli – 4:32 (testo: Mogol – musica: Lucio Battisti; edizioni musicali Acqua Azzurra/PDU) – Inedito su album (singolo, 1970)

Lato B
1. Vorrei che fosse amore – 2:26 – da Canzonissima '68, 1968
2. Un'ombra – 3:22 – da ...bugiardo più che mai... più incosciente che mai..., 1969
3. Bugiardo e incosciente (La tieta) – 6:16 – da ...bugiardo più che mai... più incosciente che mai..., 1969
4. Insieme – 4:05 – da ...quando tu mi spiavi in cima a un batticuore..., 1970
5. Quand'ero piccola – 2:52 – da Canzonissima '68, 1968
6. Non credere – 4:06 – da ...bugiardo più che mai... più incosciente che mai..., 1969

## Formazione
- Mina - voce

Brani live alla RSI:
- Alberto Baldan Bembo - organo
- Pino Presti - basso
- Ernesto Massimo Verardi - chitarra elettrica
- Rolando Ceragioli - batteria
- Mario Robbiani - arrangiamenti, orchestra, direzione della registrazione e dell'orchestra

Arrangiamento, orchestra e direzione d'orchestra:
- Gian Piero Reverberi in Io e te da soli
- Bruno Canfora in Vorrei che fosse amore
- Mariano Detto in Insieme
- Luis Enríquez Bacalov in Quand'ero piccola
- Augusto Martelli negli altri brani

## Classifiche
Del mio meglio debutta in classifica il 3 aprile 1971 al 18º posto e sale in Top 10 il 24 aprile al 7º posto, mentre ...quando tu mi spiavi in cima a un batticuore... comincia la sua discesa. Sale al primo posto il 12 giugno all'undicesima settimana di presenza. Occuperà la vetta per 15 settimane non consecutive, combattendo con un altro album campione di vendite, cioè Amore e non amore, scambiandosi più volte il primo posto. L'album trascorre 37 settimane in Top 10, scendendo il 29 gennaio 1972.
| Classifica (1971) | Posizione massima |
| ----------------- | ----------------- |
| Italia            | 1                 |